# Brémai S-Bahn
A Brémai S-Bahn egy S-Bahn hálózat Bréma és a környező települések között, összesen 1,1 millió embert kiszolgálva. A hálózat 6 vonalból áll, teljes hossza 342 km, melyen 64 állomás található. A hálózaton csak villamos motorvonatok közlekednek. A szerelvények általában 30-60 percenként járnak.

## Vonalak
| Viszonylat | Útvonal                                                 | Gyakoriság  | Gyakoriság      | Megjegyzés                                                 | Hossz    |
| Viszonylat | Útvonal                                                 | Csúcsidőben | Csúcsidőn kívül | Megjegyzés                                                 | Hossz    |
| ---------- | ------------------------------------------------------- | ----------- | --------------- | ---------------------------------------------------------- | -------- |
| RS 1       | Bremen-Farge–Bremen-Vegesack                            | 30'         | 30'             | A próba 2007-ben zajlott; 2011. december óta az RS 1 része | 10,4 km  |
| RS 1       | Bremen-Vegesack–Bremen Hbf                              | 15'         | 30'             | 2011 decemberében nyílt meg                                | 17,2 km  |
| RS 1       | Bremen Hbf–Verden                                       | 30'         | 60'             | 2011 decemberében nyílt meg                                | 35,7 km  |
| RS 2       | Bremerhaven-Lehe–Bremerhaven Hbf–Bremen Hbf–Twistringen | 60'         | 60'             | További vonatok csúcsidőben                                | 107,4 km |
| RS 3       | Bremen Hbf–Oldenburg–(Bad Zwischenahn)                  | 60'         | 60'             |                                                            | 56 km    |
| RS 30      | Bremen Hbf–Oldenburg–Bad Zwischenahn                    | 60'         |                 |                                                            | 56 km    |
| RS 4       | Bremen Hbf–Nordenham                                    | 60'         | 60'             |                                                            | 71,3 km  |
| RS 4       | Verden (Aller)– Rotenburg (Wümme)                       | 60'         | 120'            |                                                            | 27,1 km  |

## Járművek
A vonalon az alábbi motorvonat-sorozatok közlekednek:
- 18 db háromrészes 440.3 (– 0441.3 – 0440.8) sorozatú motorvonat és
- 17 db ötrészes 440.2 (– 0441.2 – 0841.2 – 0441.7 – 0440.7) sorozatú motorvonat.
- 16 Stadler FLIRT 3XL négyrészes villamos motorvonat